# آرا گئورگیان
آرا گئورگیان (ارمنی: Արա Գևորգյան؛ زادهٔ ۱۹ آوریل ۱۹۶۰) یک نوازنده، آهنگساز و تهیه‌کننده موسیقی اهل ارمنستان است. وی با ترانه فولکور آرتساخ شناخته می‌شود.
وی از دانشگاه دولتی آموزشی ایروان فارغ‌التحصیل شده‌است.
عنوان هنرمند افتخاری جمهوری ارمنستان در سال ۲۰۰۴ توسط روبرت کوچاریان رئیس‌جمهور ارمنستان به وی اعطا شد.
وی تا کنون با هنرمندانی همچون جیوان گاسپاریان، ایان گیلان), دمیس روسس، پدرو استاچه و دنیل دکر همکاری نموده‌است.

## زندگی خصوصی
گئورگیان ازدواج کرده و یک پسر و یک دختر دارد.

## دیسکوگرافی

### سی‌دی‌ها
- ۱۹۹۵ «Օվկիանոսից այն կողմ» (بر فراز اقیانوس)
- ۱۹۹۷ «Կարոտ» (Nostalgie)
- ۱۹۹۹ «Անի (آنی) (برنده جایزه از Armenian Music Awards در ایالات متحده آمریکا)
- ۲۰۰۱ «Խոր Վիրապ» (خور ویراپ) (برنده جایزه از Armenian Music Awards در ایالات متحده آمریکا).
- ۲۰۰۵ «Ադանա» (آدانا)
- ۲۰۰۹ «Վաղարշապատ» (واغارشاپات) (برنده جایزه از Armenian Music Awards در ایالات متحده آمریکا).
- ۲۰۱۰ «بهترین‌های آرا گئورگیان»

## دی‌وی‌دی‌ها
- ۱۹۹۹ "زنده در الکس تیتر", لس آنجلس، EYE Records
- ۲۰۰۲ "ساردارآباد من", زنده در ارمنستان
- ۲۰۰۳ "Ov Hayots Ashkhar"
- ۲۰۰۷ "زنده در کرملین", مسکو، روسیه
- ۲۰۰۹ "زنده در سیتادل", حلب، سوریه
- ۲۰۰۹ "بهترین‌های آرا گئورگیان

## نمونه آثار
- «Ara Gevorgyan Artsakh».